# Cape Town Film Studios
Cape Town Film Studios è uno studio cinematografico sudafricano situato in Città del Capo, nella provincia del Capo Occidentale, a circa 30 chilometri dal centro per un'estensione di 200 ettari.
Fondato nel 2010, lo studio è stato coinvolto nella produzione di vari successi cinematografici, tra cui Chronicle (2012), Dredd - Il giudice dell'apocalisse (2012), Mad Max: Fury Road (2015), Maze Runner - La rivelazione (2018), Tomb Raider (2018), Bloodshot (2020) e Monster Hunter (2020), nonché di serie televisive quali Black Sails (2014-2017), Good Omens (2019) e One Piece (2023-in corso).

## Filmografia
Ai Cape Town Film Studios sono stati girati vari film e serie televisive:

### Cinema
- Chronicle (2012)
- Safe House - Nessuno è al sicuro (Safe House) (2012)
- Dredd - Il giudice dell'apocalisse (Dredd) (2012)
- Mad Max: Fury Road (2015)
- Maze Runner - La rivelazione (Maze Runner: The Death Cure) (2018)
- Tomb Raider (2018)
- Red Sea Diving (The Red Sea Diving Resort) (2019)
- Inside Man: Most Wanted (2019)
- Bloodshot (2020)
- Monster Hunter (2020)

### Televisione
- The Great British Story: A People's History (2012)
- Labyrinth (2012)
- Black Sails (2014-2017)
- Saints & Strangers (2015)
- Blood Drive (2017)
- Doctor Who - stagione 11 (2018)
- Good Omens (2019)
- Warrior (2019-2020)
- Resident Evil (2021)
- One Piece (2023-in corso)